# 将口唐窑窑址
将口唐窑窑址，位于中国福建省南平市建阳区将口镇将口村，为一个省级文物保护单位，类型为古遗址，为第三批福建省文物保护单位，公布时间为1991年4月17日。
将口唐窑窑址的历史年代为唐。